# ASC Niarry Tally
ASC Niarry Tally is een Senegalese voetbalclub uit de hoofdstad Dakar.
Lamine Dieng, de coach van de club sinds 2014, overlijdt op 7 december 2021.